# Douglas Turner Ward
Douglas Turner Ward, właśc. Roosevelt Ward Jr. (ur. 5 maja 1930 w Burnside, w Luizjanie, zm. 20 lutego 2021 w Nowym Jorku) – amerykański dramaturg, aktor teatralny i filmowy, reżyser i producent teatralny oraz działacz na rzecz praw człowieka. Współzałożyciel i wieloletni dyrektor organizacji o nazwie Negro Ensemble Company (NEC). Był uważany za żywą legendę w świecie teatru afroamerykańskiego, a założenie NEC uchodzi za jego największe osiągnięcie.

## Życiorys

### Wczesne lata
Urodził się w Burnside, w tzw. obszarze niemunicypalnym w parafii Ascension, w stanie Luizjana – „głębokiej” prowincji USA, w rodzinie afroamerykańskiej. Gdy miał 8 lat jego rodzina przeniosła się do Nowego Orleanu. W przeciwieństwie do wielu swoich kolorowych ziomków jego rodzice posiadali kwalifikacje zawodowe – ojciec Roosevelt Ward był wykwalifikowanym robotnikiem, a matka Dorothy Ward (z d. Short) krawcową i w czasach wielkiego kryzysu stać ich było na posłanie Douglasa do szkół. Po przeprowadzce rozpoczął naukę najpierw w dwuletniej szkole powszechnej, a następnie w Xavier University Preparatory School – katolickiej szkole średniej dla czarnoskórych. W 1946 roku rozpoczął naukę w Wilberforce University, jednak po roku (1947) przeniósł się na Uniwersytet Michigan, gdzie studiował dziennikarstwo. Był aktywnym graczem uniwersyteckiej drużyny futbolu amerykańskiego na pozycji "halfbacka", jednak po poważnej kontuzji porzucił sport, skupiając swoje zainteresowania na polityce i teatrze. W 1948 roku przeprowadził się do Nowego Jorku, gdzie nawiązał znajomość z Lorraine Hansberry i Lonnem Elderem III – czarnoskórymi dramaturgami i liderami ruchów społecznych na rzecz równouprawnienia czarnych. Wstąpił do Partii Postępowej i stał się lewicowym aktywistą.

### Początki działalności scenicznej
W 1949 roku miał miejsce jego debiut jako dramaturga – napisał krótką sztukę o buncie Nata Turnera – Star of Liberty. W tym samym roku został aresztowany za uchylanie się od służby wojskowej i przewieziony do rodzinnego Nowego Orleanu, gdzie spędził w areszcie trzy miesiące. Po uwolnieniu na skutek apelacji, kolejne lata spędził w Nowym Orleanie, podczas których napisał swoją pierwszą, dużą sztukę The Trial of Willie McGee (1951). W 1953 roku, kiedy to Sąd Najwyższy uchylił ciążący na nim zarzut, powrócił do Nowego Jorku. Założył magazyn Challenge, jednak wydał tylko jeden numer. Zaczął również uczęszczać na warsztaty aktorskie Paula Manna oraz publikować artykuły w The Daily Worker – nowojorskim dzienniku o profilu lewicowym. Wraz z zamknięciem gazety w 1957 roku, dziennikarska kariera Warda dobiegła końca. Od tego momentu skupił się na działalności teatralnej. W 1958 roku otrzymał pierwszą, poważną rolę aktorską – w broadwayowskim "Circle in the Square Theatre" został zaangażowany do sztuki Eugene O’Neilla pt. Zimna śmierć nadchodzi. Wtedy też, dla potrzeb marketingowych, zmienił swoje nazwisko na Douglas Turner Ward. W następnych latach Ward był aktorem teatrów Brodway'u, grając w tak "klasycznych" sztukach tego okresu jak (m.in.) Rodzynek w słońcu Lorraine Hansberry (1959) lub The Blacks Jeana Geneta (1962). W 1965 zostały wystawione dwie sztuki Worda – Day of Absence i Happy Ending. W roku następnym obydwie zostały one uhonorowane Obie (Off-Broadway) Awards – jedną z najbardziej prestiżowych nagród świata amerykańskiego teatru, przyznawanej przez nowojorski The Village Voice dla sztuk wystawianych w Nowym Jorku lecz nie na Brodway'u oraz nagrodą Drama Desk Award – prestiżowym wyróżnieniem świata teatru nowojorskiego.

### NEC
W 1966 Word zamieścił w The New York Times artykuł pt. American Theatre: For Whites Only (Amerykański teatr: Tylko dla białych), który zapoczątkował dyskusję o sytuacji kolorowej mniejszości Ameryki w teatrze. Jej efektem była propozycja ze strony wiceprezesa Fundacji Forda W. McNeila Lowry'ego skierowana do Worda i dwóch innych czarnoskórych działaczy na rzecz równouprawnienia kolorowych aktorów – Roberta Hooksa i Geralda Krone'a – założenia non-profitowej organizacji wspierającej kolorowych aktorów. Rok później (1967) przy wsparciu dotacji finansowej Fundacji Forda w wysokości ponad 400 tys. dolarów organizacja taka powstała, przyjmując nazwę Negro Ensemble Company (NEC). Od ponad 50 lat, za pomocą stypendiów oraz warsztatów i seminariów zawodowych wspiera ona kolorowych aktorów i dramaturgów. Wordowi powierzono w niej funkcję dyrektora artystycznego. W okresie jej pełnienia przez Worda NEC było producentem lub współproducentem ponad 200-tu sztuk teatralnych, stając się "wylęgarnią talentów" ("incubator of opportunity") dla tak znanych gwiazd aktorskich jak: Denzel Washington, Phylicia Rashad, Samuel L. Jackson, Angela Bassett, Giancarlo Esposito, Laurence Fishburne, Cleavon Little, David Alan Grier oraz dramaturgów: Charles Fuller, Joseph A. Walker. W następnych latach, pomimo że Word pisał i produkował sztuki teatralne, to właśnie działalność w NEC, (aż do 1987 roku, kiedy to złożył oficjalną rezygnację z zajmowanego stanowiska), stała się domeną jego zawodowej aktywności. W okresie tym, pomimo ciągłych niedoborów funduszy i ostrej krytyki działań NEC ze strony rodzimych, radykalnych kręgów czarnoskórej mniejszości etnicznej w USA (zarzucającej jej zbytnią "ugodowość" wobec białego establishmentu) oraz oskarżeń o "dyktatorski" sposób kierowania organizacją, zarówno NEC jak i sam Word otrzymali wiele dowodów uznania ze strony niezależnych organizacji i instytucji. I tak: w 1969 NEC otrzymał Nagrodę Tony "za szczególne osiągnięcia w teatrze" i nagrodę specjalną Drama Desk Award; w 1974 – sztuka w reżyserii Warda pt. The River Niger, jako pierwsza w historii produkcja przy wsparciu NEC została wystawiona na Brodway'u i otrzymała nominację oraz Nagrodę Emmy dla Worda (ponieważ również wystąpił w tej sztuce); dwa lata później, w 1976 roku podobny sukces odniosła kolejna sztuka w reżyserii Worda – na Broadway trafiła The First Breeze of Summer – i otrzymała nominację do Nagrody Tony; w 1980 kolejna (trzecia z kolei), reżyserowana przez Worda i finansowana przez NEC sztuka ma swoją premierę na Brodway'u – Home otrzymała dwie nominacje do Nagrody Tony. W 1991 Word powrócił na dwa lata do NEC jako dyrektor artystyczny, próbując bezskutecznie rozwiązać problemy finansowe organizacji. Ostatnim przejawem jego działalności w NEC była produkcja i reżyseria sztuki Last Night at Ace High w 1993 roku. Od tego momentu był na emeryturze.

## W teatrze i filmie

### Sztuki teatralne
- 1959 – A Raisin in the Sun (epizody aktorskie)
- 1965 – Happy Ending (scenariusz)
- 1965 – Day of Absence (scenariusz)
- 1968 – Daddy Goodness (reżyseria)
- 1969 – The Reckoning (scenariusz)
- 1969 – Ceremonies in Dark Old Men (Russell B. Parker)
- 1970 – Brotherhood (reżyseria, scenariusz)
- 1970 – Day of Absence (reżyseria, scenariusz)
- 1972 – The River Niger (reżyseria, Johnny Williamsa)
- 1975 – The First Breeze of Summer (reżyseria, Harper Edwards)
- 1979 – Home (reżyseria)
- 1980 – Zooman and the Sign (reżyseria)
- 1982 – A Soldier's Play (reżyseria)
- 1983 – The Redeemer (scenariusz)
- 1983 – Tigus (Tigus)

### Filmy
- 2014 – Black Eros (Mose)
- 2001 – For Love of Olivia (Walter Reynolds)
- 2000 – Cosby (Jesse)
- 1995 – New York News (Yankee Glory)
- 1993 – Prawo i porządek (Fred Bryan)
- 1989 – The Women of Brewster Place (Reverend Woods)
- 1987 – Bill Cosby Show (Mark)
- 1985 – American Playhouse (wielebny James)
- 1984 – Go Tell It on the Mountain (wielebny James)
- 1975 – Ceremonies in Dark Old Men (Russell B. Parker)
- 1971 – Man and Boy (Christmas)
- 1963 – East Side/West Side (Feller)

## Nagrody
Oprócz nagród jakie Ward otrzymał z racji swojej działalności w ramach NEC, aktor był honorowany i nagradzany różnego rodzaju indywidualnymi wyróżnieniami i nagrodami. Jest dwukrotnym laureatem Drama Desk Award (w 1966 za sztuki: Day of Absence i Happy Ending oraz w 1969 za Ceremonies in Dark Old Men). W 1979 otrzymał tytuł doktora "honoris causa" City College of New York; w 1980 został laureatem nagrody miesięcznika Ebony; w 1981 otrzymał Nagrodę Humanitarną im. dr. Martina Luthera Kinga za wkład w obronę praw człowieka i obywatela; w 1982 roku spektakl sztuki Charlesa Fullera pt. A Soldier’s Play wyreżyserowany przez Worda otrzymał nagrodę Pulitzera za dramat; w 1991 – Wardowi został przyznany kolejny doktorat "honoris causa", tym razem Columbia College w Chicago; w 1996 Ward został umieszczony w "Broadway Theatre Hall of Fame"; w 1998 – otrzymał doktorat "honoris causa" Uniwersytetu Stanu Luizjana; w 2005 roku nagrodę "NAACP Image Awards".

## Życie osobiste
W 1965 zawarł związek małżeński z Dianą Powell. Mają córkę Elizabeth (ur. 1970).